# Juan Giménez López
Juan Antonio Giménez López (Mendoza, 26 de noviembre de 1943-Mendoza, 2 de abril de 2020) fue un historietista e ilustrador argentino. Es reconocido como diseñador de portadas para revistas, libros y videojuegos. y  por obras como Estrella negra (1979), Cuestión de tiempo (1982), Basura (1988), El cuarto poder (1989), Ciudad (1991) y La casta de los Metabarones (1992). Su temática gira en torno a portentosos imaginarios pertenecientes al género fantástico y a la ciencia ficción. Recibió premios como el Yellow Kid al mejor dibujante extranjero (1990) y el Bulle D'Or en Francia (1994).

## Biografía
Fascinado desde niño por el dibujo, empezó imitando cómics y portadas de libros hispanoamericanos y españoles. Su introducción en el mundo del dibujo
procede de su pasión por el cine: “ir al cine no me era suficiente, llegaba a casa y dibujaba las secuencias más impactantes de la película y recreaba microespacios con los personajes y monstruos en plastilina". Así aprendió a dibujar secuencias narrativas. Completó su formación estudiando diseño industrial y luego asistió a la Academia de Bellas Artes de Barcelona (España). 
Trabajó en varias agencias argentinas de publicidad, aprendiendo a sintetizar la narración al milímetro.
El lanzamiento de la revista Skorpio (1974-1996), le proporcionó la oportunidad de ilustrar relatos breves de diversos guionistas, hasta que en 1977 recibió el encargo de ilustrar la historieta bélica As de pique con el guionista Ricardo Barreiro.
A finales de los años 1970 se mudó a Europa, comenzando a dibujar para editoriales de historietas. En 1979 publicó Estrella negra, su primer álbum en colores. En 1980, diseñó el segmento "Harry Canyon" de la película Heavy Metal. Durante la década de 1980 colaboró con varias revistas europeas, como la española 1984 de Josep Toutain, la francesa Métal Hurlant y la italiana L'Eternauta, experimentando con innovaciones gráficas y narrativas. De esta época son Basura, Cuestión de tiempo, de cuyo guion también es autor, El cuarto poder, Leo Roa y Juego Eterno.
Giménez también colaboró con autores importantes como Carlos Trillo, Emilio Balcarce y Roberto Dal Prà. En 1992 residió en Sitges (España) y colaboró con Alejandro Jodorowsky en la serie La casta de los Metabarones (Jodorowsky es el guionista) y en la preproducción de un cortometraje.
Residente en España, regresó días antes de su fallecimiento a la provincia de Mendoza ya infectado por coronavirus.  Falleció el 2 de abril de 2020 a los setenta y seis años en el Hospital Central de la Ciudad de Mendoza a causa de la enfermedad COVID-19.

## Valoración
Según Ricardo Aguilera y Lorenzo Díaz, Giménez ha reflejado su pasión por la tecnología en todas sus obras, consiguiendo "transmitir alma y vida propia a todas sus ensoñaciones metálicas".

## Obra
- La casta de los Metabarones

Juan Giménez en su estudio de trabajo.

- Factor límite (recopilación). Antonio Sanromán (colección Vilán), 1981.
- El extraño juicio a Roy Ely (recopilación, guion de Emilio Balcarce, Carlos Trillo y otros). Toutain, 1984.
- Estrella negra (guion de Ricardo Barreiro). Toutain, 1985.
- Cuestión de tiempo (recopilación). Toutain, 1985.
- Juego eterno (recopilación). Toutain, 1987.
- As de Pique (guion de Ricardo Barreiro, 10 números-20 capítulos). Toutain, 1988. Recopilatorio (20 capítulos de los 23 que consta la obra) Dolmen Editorial, 2009. Recopilatorio de los seis primeros capítulos, por la editorial argentina Editorial Vallsen, 2003
- Basura (guion de Carlos Trillo) Toutain, 1989.
- Ciudad 1 (guion de Ricardo Barreiro). Toutain, 1991.
- Ciudad 2 (guion de Ricardo Barreiro). Toutain, 1991.
- Nosotros los héroes (recopilación, guion de Ricardo Barreiro). RBA, 1997.
- El cuarto poder Norma, 1999.
- Overload, el arte de Juan Giménez (selección de ilustraciones, en 2004 reedición con nueva portada). Norma, 1998.
- Juan Giménez, Sketchbook (edición argentina de dibujos del artista). Ancares, 2002.
- Elige tu juego. Ediciones 11:11 2002.
- Ciudad (recopilación de Ciudad 1 y 2, guion de Ricardo Barreiro). Ediciones 11:11 2003.
- Leo Roa, 1.ª parte. Norma, 2005.
- Leo Roa, 2.ª parte «Odisea a contratiempo». Norma, 2006.
- Sketchbook vol. 1 (ilustraciones, editado en varios idiomas además del español). Ediciones 11:11, 2006.
- Sketchbook vol. 2 (ilustraciones, editado en varios idiomas además del español). Ediciones 11:11, 2006.
- Sketchbook vol. 3 (ilustraciones, editado en varios idiomas además del español). Ediciones 11:11, 2006.
- El cuarto poder 2 «Morir en Antiplona». Norma, 2007.
- Los ojos del apocalipsis (guion de Roberto Dal Pra). Norma, 2008.
- El cuarto poder 3 «Infierno verde». Norma, 2010.
- Yo, dragón 1 «El fin de la génesis». Norma, 2011.
- Segmentos, Tomo 1 «Lexipolis». (guion de Richard Malka) Glénat (Español), 2011
- Segments, Tome 2 «Voluptide». (guion de Richard Malka) Glénat (Francés), 2012
- El cuarto poder 4 «La isla D-7» Norma, 2012.
- Yo, dragón 2 «El libro de hierro». Norma, 2013.
- Segments, Tome 3 «Neo-Sparte». (guion de Richard Malka) Glénat (Francés), 2014
- Yo, dragón 3 «La vida eterna». Norma, 2016.
- Segmentos  (recopilatorio de los tres tomos editados por Glénat) Norma, 2016

### Portadas para videojuegos
- Sol Negro (Ilustración de portada). Opera Soft, 1988.
- Mutan Zone (Ilustración de portada). Opera Soft, 1988.
- Casanova (Ilustración de portada). Iber Software, 1989.
- Guillermo Tell (Ilustración de portada). Opera Soft, 1989.
- Livingstone supongo II (Ilustración de portada). Opera Soft, 1989.
- Ke rulen los Petas (Ilustración de portada). Iber Soft, 1989.
- Toi Acid Game (Ilustración de portada). Iber Soft, 1989.
- Defcom 1 (Ilustración de portada). Iber Soft, 1989.
- Soviet  (Ilustración de portada). Opera Soft, 1990.
- Golden Basket (Ilustración de portada). Opera Soft, 1991.